# Wanda Young
Pour les articles homonymes, voir Young.
Wanda LaFaye Young (née le 9 août 1943 et morte le 15 décembre 2021), également connue sous le nom de Wanda Rogers, est une chanteuse américaine, connue pour être membre et, après 1965, chanteuse principale (en) du groupe The Marvelettes.

## Biographie
Wanda Young naît et grandit à Inkster (Michigan). Aspirant à l'origine à être infirmière, la carrière musicale professionnelle de Young commence après que sa camarade de classe du lycée d'Inkster, Gladys Horton, lui demande d'auditionner pour une place laissée par Georgia Dobbins, un membre original du groupe, alors appelé The Marvels.

## The Marvelettes
Après une audition réussie, Young rejoint le groupe. Le quintette, qui avait déjà auditionné pour un contrat avec la Motown, revient avec une chanson écrite par Dobbins et intitulée Please Mr. Postman. Le groupe signe un contrat et change de nom pour celui de The Marvelettes. Après la remasterisation de la chanson, celle-ci est lancée et devient, à la fin de 1961, le premier single pop no 1 de Motown.
Le premier des quatre enfants de Wanda, Meta (Young) Ventress, naît le 3 juin 1962.
Le 18 décembre 1963, Young épouse, à Détroit, son petit ami de longue date Bobby Rogers, membre des Miracles. Elle est désormais connue professionnellement sous le nom de Wanda Rogers. Le couple a deux enfants : Robert III et Bobbae, puis divorce en 1975 après 12 ans de mariage.
Young est parfois chanteuse principale, mais c'est Horton qui l'est pour les singles du groupe. Le premier single à succès à mettre Young en vedette est I'll Keep Holding On (en). À partir de ce moment, Young sera la chanteuse principale du groupe.
Le succès du groupe décline à la fin des années 1960 et se sépare en 1970. Cette année là, Wanda Young enregistre un album solo, produit par Smokey Robinson. Sentant une certaine valeur marketing d'une sortie des Marvelettes, Motown lance l'album The Return of the Marvelettes (en). Les autres Marvelettes refusant d'y participer, celui-ci fait un flop. Young quitte le label en 1972 lorsque Motown déménage de Detroit à Los Angeles.

## La vie aprèsThe Marvelettes
Après la séparation des Marvelettes, Young sombre dans la toxicomanie et l'alcoolisme pendant plusieurs années. Elle est témoin de la mort par balle de sa sœur à la résidence Inkster de la famille Young.
Le 27 août 1982, Young a un autre enfant, Miracle Rogers, adoptée et élevée par une tante. Bien que sa paternité soit inconnue, qu'elle soit née sept ans après le divorce de Young avec Rogers et que celui-ci est remarié au moment de sa conception, Miracle Rogers reçoit le nom de famille du chanteur et est nommée d'après le groupe de ce dernier.
Wanda Young reparaît dans le milieu à la fin des années 1980 en acceptant une offre d'Ian Levine, de Motorcity Records (en), pour enregistrer de nouvelles chansons et des reprises de ses classiques avec les Marvelettes. Elle fait un bref retour au spectacle au début des années 1990, mais sans les membres Gladys Horton et Katherine Anderson (en), celle-ci ayant pris sa retraite du show business après la séparation du groupe.
En 2002, Kanye West échantillonne la version de Young de After All (en) des Miracles pour Poppin' Tags, duo de rap de Jay-Z pour l'album The Blueprint²: The Gift and The Curse.
Le 17 février 2015, Miracle Rogers est assassinée avec un ami à Inkster.
Dans ses dernières années, Young réside à Inkster, Romulus, Redford et dans le quartier Brightmoor (en) de Detroit. Elle meurt à 78 ans le 15 décembre 2021 à Garden City des suites d'une maladie pulmonaire obstructive chronique.